# Tour de France 2014/14. Etappe
Die 14. Etappe der Tour de France 2014 fand am 19. Juli 2014 statt und führte von Grenoble über 177 km nach Risoul. Im Verlauf der Etappe gab es einen Zwischensprint nach 40 km sowie eine Bergwertung der Hors Catégorie und zwei Wertungen der ersten Kategorie. Damit zählte die Etappe als Hochgebirgsetappe, es gingen 173 Fahrer an den Start.

## Rennverlauf
Unmittelbar nach Beginn der Etappe attackierte Rodríguez, der stellvertretend für Nibali das Gepunktete Trikot trug, und versuchte mit Chavanel vergeblich sich vom Hauptfeld abzusetzen. Diese frühe Attacke wurde nicht belohnt und vom Feld neutralisiert. Jedoch bildete sich nach sechs Kilometern eine rund 40-köpfige Spitzengruppe mit den Hauptfavoriten Nibali und Valverde. Diese Situation, von welcher Fahrer wie Pinot, Bardet und Schleck bedroht waren, hielt in etwa zehn Kilometer an und wurde den Teams FDJ und Trek neutralisiert.
Jedoch konnten sich 17 Fahrer vorne halten und in nur zwei Kilometern eineinhalb Minuten an Vorsprung herausfahren. Die Gruppe bestand aus folgenden Fahrern: Nieve, Thomas (Sky), Herrada (Movistar), Majka, Roche (Tinkoff), Sagan, De Marchi (Cannondale), Kruijswijk (Belkin), Riblon (ag2r), Timmer (Giant), Serpa (Lampre), Moinard (BMC), Gautier (Europcar), Edet, Taaramäe (Cofidis) und Yates (Orica). Nach 24 Kilometern hatte die Gruppe bereits drei Minuten Vorsprung. Zu diesem Zeitpunkt übernahm die Astana-Mannschaft jedoch die Verantwortung im Feld und versuchte, das Wachstum des Vorsprunges einzuschränken, was ihr auch gelang. In der gesamten Auffahrt zur Bergwertung der ersten Kategorie auf den Col du Lautaret bauten die Ausreißer den Vorsprung auf 5:08 min aus. Die Bergwertung wurde von Rodríguez gewonnen. De Marchi begnügte sich mit Position fünf. Dazwischen lagen Majka, Roche und Serpa. Die folgende Sprintwertung wurde von Sagan gewonnen.
Die erste Bergwertung des Tages stellte eine Zäsur im Ablauf der Etappe dar, da in der Abfahrt das Team von Leopold König, Net-App Endura, die Tempoarbeit übernahm und den Vorsprung der Fluchtgruppe in der Abfahrt halbierte. Während am Anfang der Steigung zum Col d’Izoard Net-App Endura weiterhin Tempo fuhr, wurden sie im Verlauf des Anstieges erst von FDJ und diese wiederum anschließend von ag2r abgelöst. Der Vorsprung der Fluchtgruppe wuchs, dank der Arbeit von Thomas, in der Auffahrt konstant langsam, sodass er auf dem Gipfel 3:05 min betrug. Den Bergpreis gewann Joaquim Rodríguez, der sich damit zusätzlich den Sonderpreis Souvenir Henri Desgrange für den Sieg der höchstgelegenen Bergwertung der Tour sicherte, vor Majka, Nieve, Herrada und Yates. 
Im technisch anspruchsvollen oberen Teil der Abfahrt von der einzigen Bergwertung der Hors Catégorie dieser Etappe attackierte die ag2r-Mannschaft und beorderte aus diesem Grund Riblon aus der Fluchtgruppe zurück, damit dieser als Relaisstation dienen konnte. Es setzten sich mehrere Fahrer aus der Gruppe der Favoriten ab: Nibali, Fuglsang, Scarponi, Valverde, Bardet, Péraud, Pinot und Mollema. Diese Gruppe fuhr schnell, vor allem dank Riblon, einen Vorsprung von 30 Sekunden auf die anderen Klassementsfahrer heraus. Diese wurden jedoch dank eines Tempodiktates von BMC- und Lotto-Belisol-Fahrer neutralisiert. Diese Attacke veränderte zwar die Rennsituation zwischen den Favoriten nicht nachhaltig, verkürzte den Vorsprung der Ausreißer jedoch auf 1:30 min. Nach der Zusammenführung der beiden Gruppen mit Hauptfavoriten übernahm die ag2r-Mannschaft weiterhin die Verantwortung im Feld, sodass 15 Kilometer vor dem Ziel die Distanz zwischen Ausreißer und der Gruppe Gelbes Trikot nur noch 1:08 min betrug.
Am Anfang der Steigung der ersten Kategorie nach Risoul hatten die Ausreißer einen Vorsprung von 1:01 min. Gleich zu Beginn des Anstieges attackierten sich die Ausreißer gegenseitig. Danach blieben nur Majka, De Marchi und Rodríguez an der Spitze des Rennens. Währenddessen führte im Hauptfeld weiterhin ag2r das Peloton an, wobei sie mit dieser Aktion nicht nur Porte abgehängten, sondern auch Costa und Van Den Broeck. Acht Kilometer vor dem Ziel setzte Majka mit einer Solofahrt zum Etappensieg an, während Rodríguez und De Marchi das Verfolgungsduo bildeten. Einen Kilometer später hatte das Duo De Marchi/Rodríguez 19 Sekunden Rückstand, während das Feld 47 Sekunden zurücklag. Sechs Kilometer vor der Ziellinie hatte das – immer noch von ag2r angeführte Feld – einen Rückstand von 45 Sekunden auf Majka, während sie das Verfolgungsduo schon fast eingeholt hatten.
An der Fünf-Kilometer-Marke konnte Ben Gastauer, der letzte Tempomacher von ag2r nicht mehr und nahm völlig raus. Gleichzeitig attackierte Pierre Rolland, wurde jedoch von FDJ wieder gestellt. Derweil hatte Van Den Broeck einen Rückstand von 2:40 min auf Majka und 1:35 min auf das Feld. Bei der Vier-Kilometer-Marke griff Nibali an und wurde nur von Péraud gekontert. Die Verfolger waren sich nicht einig und attackierten sich gegenseitig. Zwei Kilometer vor dem Ziel hatte Majka einen Vorsprung von 39 Sekunden auf das Duo Nibali/Péraud und diese beiden Fahrer hatten wiederum 27 Sekunden Vorsprung auf die nächste Verfolgungsgruppe, aus welcher auch Mollema zurückfiel. Kurz nachdem diese Gruppe der Favoriten den Zwei-Kilometer-Boden passierte, setzte van Garderen erneut zur Attacke an und wurde nur noch von Schleck und den beiden jungen Franzosen Pinot und Bardet gefolgt. An der Flamme Rouge fand man folgende Situation vor: Majka führte, 30 Sekunden vor Nibali und Péraud, weitere 25 Sekunden später folgten Bardet, Pinot, van Garderen und Schleck. 1:13 min hinter Majka befanden sich Valverde, ten Dam, König und Rolland.
Majka gewann schließlich auch die Etappe vor Nibali, welcher Péraud übersprintete. Im Sprint um Platz vier stach Pinot Bardet aus. Die beiden hängten auf den letzten Meter van Garderen und Schleck ab. Ten Dam konnte sich nochmals von seiner Gruppe lösen und fuhr fast zu Schleck auf.

## Aufgaben
- Dries Devenyns (GIA): Aufgabe während der Etappe
- Rafael Valls (LAM): Aufgabe während der Etappe

## Punktewertungen
| Zwischensprint in La Paute nach 40 km auf 721 m |                        |                            |         |
| 1.                                              | Slowakei               | Peter Sagan (CAN)          | 20 Pkt. |
| 2.                                              | Italien                | Alessandro De Marchi (CAN) | 17 Pkt. |
| 3.                                              | Vereinigtes Konigreich | Geraint Thomas (SKY)       | 15 Pkt. |
| 4.                                              | Niederlande            | Steven Kruijswijk (BEL)    | 13 Pkt. |
| 5.                                              | Vereinigtes Konigreich | Simon Yates (OGE)          | 11 Pkt. |
| 6.                                              | Frankreich             | Amaël Moinard (BMC)        | 10 Pkt. |
| 7.                                              | Spanien                | Jesús Herrada (MOV)        | 9 Pkt.  |
| 8.                                              | Frankreich             | Nicolas Edet (COF)         | 8 Pkt.  |
| 9.                                              | Niederlande            | Albert Timmer (GIA)        | 7 Pkt.  |
| 10.                                             | Frankreich             | Christophe Riblon (ALM)    | 6 Pkt.  |
| 11.                                             | Frankreich             | Cyril Gautier (EUC)        | 5 Pkt.  |
| 12.                                             | Polen                  | Rafał Majka (TCS)          | 4 Pkt.  |
| 13.                                             | Irland                 | Nicolas Roche (TCS)        | 3 Pkt.  |
| 14.                                             | Kolumbien              | José Serpa (LAM)           | 2 Pkt.  |
| 15.                                             | Estland                | Rein Taaramäe (COF)        | 1 Pkt.  |

| Etappenziel in Risoul nach 177 km auf 1855 m |                    |                              |         |
| 1.                                           | Polen              | Rafał Majka (TCS)            | 20 Pkt. |
| 2.                                           | Italien            | Vincenzo Nibali (AST)        | 17 Pkt. |
| 3.                                           | Frankreich         | Jean-Christophe Péraud (ALM) | 15 Pkt. |
| 4.                                           | Frankreich         | Thibaut Pinot (FDJ)          | 13 Pkt. |
| 5.                                           | Frankreich         | Romain Bardet (ALM)          | 11 Pkt. |
| 6.                                           | Vereinigte Staaten | Tejay van Garderen (BMC)     | 10 Pkt. |
| 7.                                           | Luxemburg          | Fränk Schleck (TFR)          | 9 Pkt.  |
| 8.                                           | Niederlande        | Laurens ten Dam (BEL)        | 8 Pkt.  |
| 9.                                           | Tschechien         | Leopold König (TNE)          | 7 Pkt.  |
| 10.                                          | Spanien            | Alejandro Valverde (MOV)     | 6 Pkt.  |
| 11.                                          | Spanien            | Haimar Zubeldia (TFR)        | 5 Pkt.  |
| 12.                                          | Frankreich         | Pierre Rolland (EUC)         | 4 Pkt.  |
| 13.                                          | Spanien            | Jon Izaguirre (MOV)          | 3 Pkt.  |
| 14.                                          | Australien         | Michael Rogers (TCS)         | 2 Pkt.  |
| 15.                                          | Frankreich         | John Gadret (MOV)            | 1 Pkt.  |

## Bergwertungen
| Col du Lautaret Kategorie 1 nach 82 km auf 2058 m 34,0 km bei 3,9 % |            |                            |         |
| 1.                                                                  | Spanien    | Joaquim Rodríguez (KAT)    | 10 Pkt. |
| 2.                                                                  | Polen      | Rafał Majka (TCS)          | 8 Pkt.  |
| 3.                                                                  | Irland     | Nicolas Roche (TCS)        | 6 Pkt.  |
| 4.                                                                  | Kolumbien  | José Serpa (LAM)           | 4 Pkt.  |
| 5.                                                                  | Italien    | Alessandro De Marchi (CAN) | 2 Pkt.  |
| 6.                                                                  | Frankreich | Christophe Riblon (ALM)    | 1 Pkt.  |

| Col d’Izoard Kategorie HC nach 132,5 km auf 2360 m 19,0 km bei 6,0 % |                        |                            |         |
| 1.                                                                   | Spanien                | Joaquim Rodríguez (KAT)    | 25 Pkt. |
| 2.                                                                   | Polen                  | Rafał Majka (TCS)          | 20 Pkt. |
| 3.                                                                   | Spanien                | Mikel Nieve (SKY)          | 16 Pkt. |
| 4.                                                                   | Spanien                | Jesús Herrada (MOV)        | 14 Pkt. |
| 5.                                                                   | Vereinigtes Konigreich | Simon Yates (OGE)          | 12 Pkt. |
| 6.                                                                   | Vereinigtes Konigreich | Geraint Thomas (SKY)       | 10 Pkt. |
| 7.                                                                   | Italien                | Alessandro De Marchi (CAN) | 8 Pkt.  |
| 8.                                                                   | Kolumbien              | José Serpa (LAM)           | 6 Pkt.  |
| 9.                                                                   | Niederlande            | Steven Kruijswijk (BEL)    | 4 Pkt.  |
| 10.                                                                  | Frankreich             | Amaël Moinard (BMC)        | 2 Pkt.  |

| Risoul Kategorie 1 nach 177 km auf 1855 m 12,6 km bei 6,9 % |                    |                              |         |
| 1.                                                          | Polen              | Rafał Majka (TCS)            | 20 Pkt. |
| 2.                                                          | Italien            | Vincenzo Nibali (AST)        | 16 Pkt. |
| 3.                                                          | Frankreich         | Jean-Christophe Péraud (ALM) | 12 Pkt. |
| 4.                                                          | Frankreich         | Thibaut Pinot (FDJ)          | 8 Pkt.  |
| 5.                                                          | Frankreich         | Romain Bardet (ALM)          | 4 Pkt.  |
| 6.                                                          | Vereinigte Staaten | Tejay van Garderen (BMC)     | 2 Pkt.  |